# Castello di Ardvreck
Il castello di Ardvreck è un castello in rovina datato tra il 1500 e il 1600. È situato su un promontorio che affaccia sul Loch Assynt nella contea di Sutherland in Scozia. Il villaggio più vicino al sito è Inchnadamph.

## Storia
Il castello fu costruito a partire dal 1590 per ordine della famiglia Clan MacLeod, che possedeva Assynt e le aree circostanti dal XIII secolo in poi. 
Il Clan Mackenzie attaccò e conquistò il castello di Ardvreck nel 1672, quindi prese il controllo della zona di Assynt. Nel 1726 è stata costruita una più moderna casa padronale (chiamata Calda House), ma andò quasi totalmente distrutta durante un incendio il 12 maggio 1737.

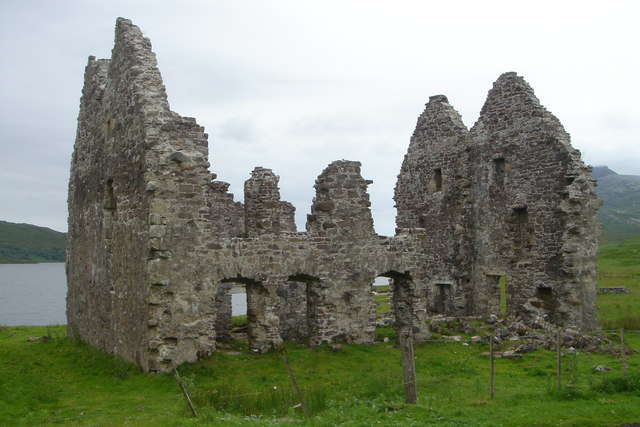
Rovine di Calda House

## Architettura
Il castello era una struttura a forma rettangolare sviluppata su tre piani. È presente un sotterraneo sorretto da grandi arcate. Nonostante adesso sia in gran parte distrutto, in origine era un castello grande ed imponente. Si pensa inoltre che comprendesse un giardino e un cortile. I resti delle fondamenta sono ancora visibili e si estendono su una vasta area. Quando il livello del lago sale, la penisola su cui il castello sorge viene tagliata dalla terraferma. Attualmente, rimane in piedi solo una torre e una frazione di quelle che erano le mura difensive.